# John Gower

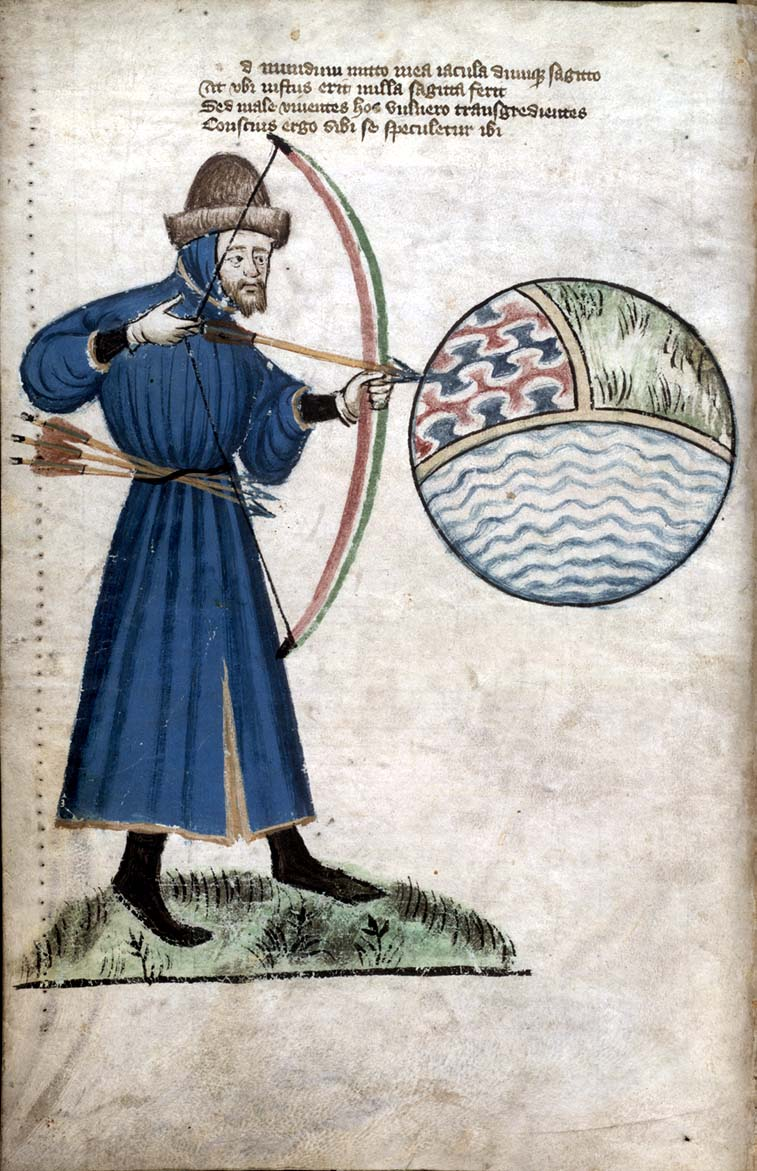
John Gower

John Gower (Kent, c. 1330 — Southwark, 1408) foi um poeta britânico.
Escreveu poesia épica, didáctica e alegórica em latim, inglês e francês. Escreveu em francês Speculum Meditantis ou Mirour de l'Omme (1376-1379), em latim Vox Clamantis, sobre a revolta de 1381 e, em inglês, Confessio Amantis, de 1390.